# Potamí (Dráma)
Potamí, en grec moderne : Ποταμοί, est un village du dème de Káto Nevrokópi, dans le district régional de Dráma, en Macédoine-Orientale-et-Thrace, Grèce.
Selon le recensement de 2021, la population du village compte 161 habitants.
La localité est située à la confluence entre le fleuve Mesta (en grec Néstos) et la rivière Despate (en grec Dospátis), principal affluent du premier.